# Adscita albanica
 Adscita albanica, das Storchschnabel-Grünwidderchen, ist ein Schmetterling aus der Familie der Widderchen (Zygaenidae).

## Merkmale
Die Falter erreichen eine Flügellänge von 9,5 bis 12,0 Millimeter bei den Männchen und 8,5 bis 11,5 Millimeter bei den Weibchen. Kopf, Thorax, Beine und Abdomen schimmern dunkel bläulich grün. Die Fühler sind schwarz und haben einen bläulichen Schimmer. Sie bestehen aus 42 bis 45 Segmenten. Die Kämmung ist proximal sehr lang und distal kurz. Die letzten acht bis neun Segmente bilden Plättchen. Die Vorderflügeloberseite schimmert dunkel bläulich grün, grün oder goldgrün, wobei der Glanz variabel ist. Die Hinterflügeloberseite ist schwärzlich braun. Die Flügelunterseiten sind schwarzgrau.
Das männliche Genital ist sehr groß und stark sklerotisiert. Die Valven haben distal einen großen ventral gelegenen Prozessus. Der Aedeagus ist kräftig und hat einen sehr großen, geraden, spitz zulaufenden Cornutus. Das 8. Abdominalsternit ist viereckig und bedeckt nur das letzte Drittel des Segments.
Die Weibchen haben eine große Präbursa, die bei allen ähnlichen Arten fehlt.
Das Ei ist eiförmig und grünlich gelb gefärbt.
Die Raupe hat eine braune Grundfärbung. Die Rücken- und Nebenrückenlinien sind schwarz, die Seitenlinien dunkelbraun. Der Körper ist mit Ausnahme der Warzen vollständig mit mehrstachligen Tuberkeln versehen, die bei geringer Vergrößerung als kleine schwarze Punkte zu erkennen sind. Der Kopf ist glänzend schwarz, die Mandibeln sind dunkelbraun. Das Prothorakalsegment ist dunkelbraun, das Peritrema, ein ringförmiges Sklerit, das die Atemöffnungen umgibt, ist hellbraun. Die Thorakalbeine sind braun, die Bauchfüße gelblich grau. Auf dem 10. Abdominalsegment befindet sich ein Paar dunkelbrauner Flecke.
Die Puppe glänzt braun und ist acht bis zehn Millimeter lang.

### Ähnliche Arten
Adscita mannii kommt in der Schweiz, in Italien, Slowenien, Albanien, Mazedonien, Bulgarien und Griechenland sympatrisch mit A. albanica vor. Sie ist in Größe und Färbung sehr variabel. A. albanica kann anhand der längeren Fühlerkämmung bei den Männchen leicht von A. mannii unterschieden werden. Die Bestimmung anhand äußerer Merkmale sollte allerdings immer durch eine genitalmorphologische Untersuchung bestätigt werden.
Adscita obscura kommt in Mazedonien, im Südwesten Bulgariens und in Griechenland sympatrisch mit A. albanica vor. Sie fliegt etwa einen Monat früher und hat Fühler vom mannii-geryon-Typ. Beide Arten können genitalmorphologisch unterschieden werden.
In vielen Gebieten Süd- und Osteuropas kommt Adscita geryon sympatrisch mit A. albanica vor. Sie ist normalerweise kleiner und hat kürzere Fühler mit kürzerer Kämmung bei den Männchen. Beide Arten können genitalmorphologisch unterschieden werden.

### Unterarten
Es wird vermutet, dass A. albanica durch eine Anzahl von Unterarten repräsentiert wird. Gegenwärtig ist für eine solche Auftrennung zu wenig Belegmaterial vorhanden. So sind Exemplare aus den Alpen und dem Apennin sehr groß und dunkel gefärbt, während solche vom Balkan kleiner und heller sind. Exemplare aus dem Kaukasus schimmern goldgrün.

## Verbreitung
Das disjunkte Verbreitungsgebiet umfasst Vorkommen im Südosten Frankreichs, in der Schweiz (Kanton Wallis), in Italien, Slowenien, Mazedonien, Albanien, Bulgarien, Griechenland, der Ukraine, im Süden des europäischen Teils Russlands und im Kaukasus. Besiedelt werden offene Buschlandschaften mit grasigen Lichtungen oder feuchte Lichtungen in immergrünen Eichenwäldern.

## Biologie
Die Weibchen legen die Eier in Gruppen von 10 bis 30 Stück so ab, dass sie sich nicht gegenseitig berühren. Die Futterpflanze ist der Blutrote Storchschnabel (Geranium sanguineum). In Gefangenschaft fressen die Raupen auch an anderen Storchschnabel-Arten, sowie an Reiherschnabelarten und die ersten beiden Raupenstadien auch an Sonnenröschen- (Helianthemum) und Ampferarten (Rumex). Die Raupen verpuppen sich in einem weißen, locker gesponnenen Kokon im Boden unter der Futterpflanze. Die Falter saugen an Storchschnabelblüten. Tagsüber ruhen sie an der Unterseite der Blüten oder an den Stängeln und Blättern der Futterpflanze. Die Falter fliegen von Ende Mai (Krim) bis Mitte Juni (Albanien, Schweiz).